# Bahnstrecke Ceva–Ormea
| Bahnhof Ormea |                      |                          |             |
| Streckennummer (RFI): | 8                    |                          |             |
| Streckenlänge: | 35 km                |                          |             |
| Spurweite: | 1435 mm (Normalspur) |                          |             |
| Streckengeschwindigkeit: | 80 km/h              |                          |             |
| |                      |                          |             |
| \| \| \| von Turin \| \| \| \| \| von Bra \| \| \| \| 0,000 \| Ceva \| 387 m \| \| \| \| nach Savona \| \| \| \| \| A 6 – E 717 \| \| \| \| 7,318 \| Nucetto bis 1988 Bahnhof[1] \| 458 m \| \| \| 11,603 \| Bagnasco ehem. Bahnhof \| 485 m \| \| \| 16,720 \| Pievetta ehem. Bahnhof \| 527 m \| \| \| 18,418 \| Priola bis 1988 Bahnhof[1] \| 534 m \| \| \| 24,311 \| Garessio \| 585 m \| \| \| 26,915 \| Trappa bis 1988 Bahnhof[1] \| 610 m \| \| \| 30,781 \| Eca-Nasagò \| 655 m \| \| \| 35,432 \| Ormea ehem. Bahnhof \| 710 m \| |                      |                          |             |
| Strecke |                      | von Turin                | von Turin   |
| Abzweig geradeaus und ehemals von links |                      | von Bra                  | von Bra     |
| Bahnhof | 0,000                | Ceva                     | 387 m       |
| Abzweig geradeaus und nach links |                      | nach Savona              | nach Savona |
| Strecke mit Straßenbrücke |                      | A 6 – E 717              | A 6 – E 717 |
| Haltepunkt / Haltestelle | 7,318                | Nucetto bis 1988 Bahnhof | 458 m       |
| Haltepunkt / Haltestelle | 11,603               | Bagnasco ehem. Bahnhof   | 485 m       |
| Haltepunkt / Haltestelle | 16,720               | Pievetta ehem. Bahnhof   | 527 m       |
| Haltepunkt / Haltestelle | 18,418               | Priola bis 1988 Bahnhof  | 534 m       |
| Bahnhof | 24,311               | Garessio                 | 585 m       |
| Haltepunkt / Haltestelle | 26,915               | Trappa bis 1988 Bahnhof  | 610 m       |
| Haltepunkt / Haltestelle | 30,781               | Eca-Nasagò               | 655 m       |
| Haltepunkt / Haltestelle Streckenende | 35,432               | Ormea ehem. Bahnhof      | 710 m       |

Die Bahnstrecke Ceva–Ormea ist eine Nebenbahn in Italien.

## Geografische Lage
Die Strecke verläuft in der Provinz Cuneo, Region Piemont. Sie verbindet entlang des Tanarotals die Gemeinde Ormea mit der Stadt Ceva.

## Technische Parameter

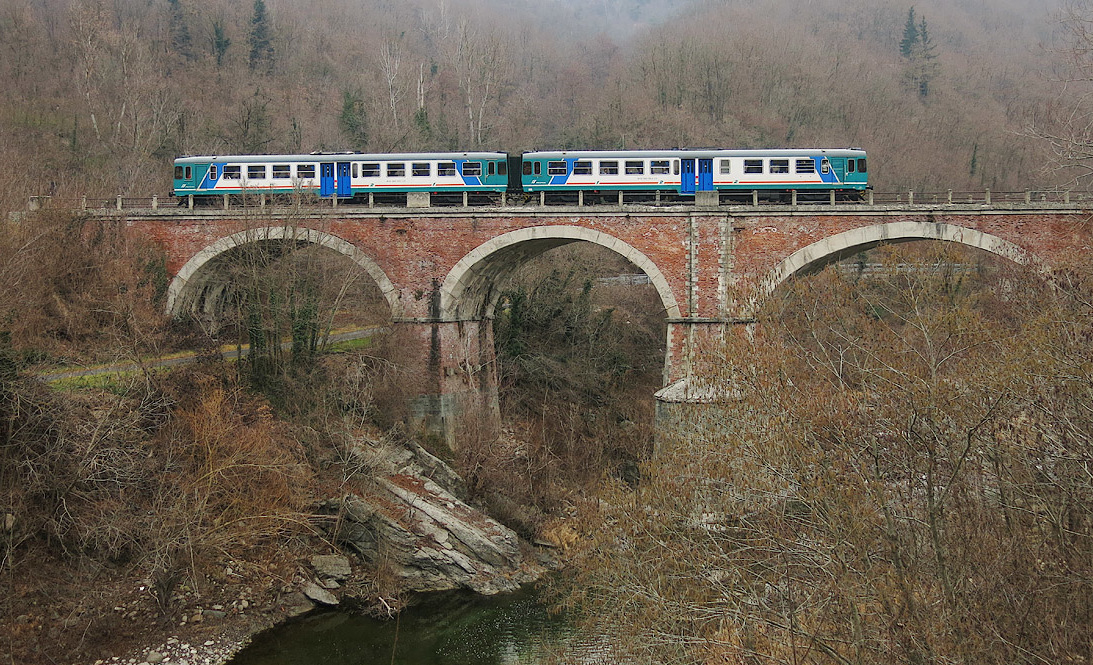
Triebwagen ALn 663 auf der Brücke bei Nucetto

Die Strecke wird von dem staatlichen Eisenbahninfrastrukturunternehmen Rete Ferroviaria Italiana (RFI) betrieben. Sie ist in Normalspur ausgeführt, 35,4 km lang, eingleisig und nicht mehr elektrifiziert. Die Trasse weist zahlreiche Kurven auf und führt über viele Viadukte, der längste mit 40 Bögen steht kurz vor Bahnhof Ormea.

## Geschichte
Die Strecke war als strategische Verbindung zwischen der Strecke Turin–Savona bei Ceva und der ligurische Küste bei Oneglia geplant. Sie wurde 1879 durch das Gesetz Nr. 5002 (Legge Baccarini) genehmigt.
Der erste Abschnitt bis Ormea in den ligurischen Alpen wurde zwischen 1889 und 1893 errichtet und in Betrieb genommen, Danach wurde die Strecke nicht verlängert. Die etwa zur gleichen Zeit gebaute Tendabahn über den Colle di Tenda wurde als bessere Variante angesehen.
1938 wurde die Strecke mit 3600 V Dreiphasenwechselstrom elektrifiziert. Als 1973 im Piemont alle elektrisch betriebenen Strecken auf 3000 V Gleichstrom umrüstete wurden, fiel wegen der geringen Auslastung der Strecke die Entscheidung, sie künftig mit Dieseltriebwagen zu bedienen.
Mit der Fahrplanänderung von 17. Juni 2012 hat die Regionalregierung des Piemont beschlossen, den Personenverkehr auf der Strecke einzustellen. Die Strecke blieb allerdings in betriebsfähigem Zustand erhalten.
2016 nahm die Fondazione FS Italiane, die sich um historisch interessante Bahnstrecken und den historischen Fahrzeugbestand der FS kümmert, im Rahmen ihres Programms Binari senza tempo den Betrieb mit Museums- und Touristikzügen auf. 2017 wurde die Strecke aufgrund des Gesetzes Nr. 128 vom 9. August 2017 zusammen mit einer Reihe anderer Strecken als aus touristischen Gründen erhaltenswert eingestuft.

## Heutige Situatiuon
Im März 2024 beauftragte die Region Piemont das Eisenbahnverkehrsunternehmen Arenaways, die Strecke ab dem 1. Januar 2025 für 10 Jahre im Regionalverkehr zu betreiben. Dafür mietet das Unternehmen ATR 220-Triebwagen von Trasporto Passeggeri Emilia Romagna an. Die Infrastruktur wird dafür zuvor noch modernisiert.